# Districtul Limavady
Limavady (irlandeză Léim An Mhadaidh) este un district în Irlanda de Nord. Din punct de vedere administrativ, Limavady este un district al Irlandei de Nord. 